# Каракаш, Хедвиг
Хедвиг Каракаш (венг. Karakas Hedvig; род. 21 февраля 1990, Сольнок) — венгерская дзюдоистка, чемпионка Европы 2020 года, призёр чемпионатов мира, Европы и Европейских игр.

## Биография
Родилась в 1990 году в Сольноке. В 2009 году завоевала бронзовые медали чемпионатов мира и Европы. В 2010 году вновь стала бронзовой призёркой чемпионата Европы.
В 2012 году приняла участие в Олимпийских играх в Лондоне, но стала лишь 5-й. В 2015 году завоевала серебряную медаль Европейских игр.
В 2020 году на чемпионате Европы в ноябре в чешской столице, Хедвиг смогла завоевать чемпионский титул в категории до 57 кг. В финале поборола португальскую спортсменку Телму Монтейру.

## Выступления на Олимпиадах
| Олимпиада   | Дисциплина              | Место   |
| ----------- | ----------------------- | ------- |
| Лондон 2012 | дзюдо, женщины до 57 кг | 5 место |